# Marcy Kaptur
Marcia Carolyn Kaptur, detta Marcy (Toledo, 17 giugno 1946), è una politica statunitense, membro della Camera dei Rappresentanti per lo stato dell'Ohio.
Nonostante si configuri come una progressista, la Kaptur ha idee piuttosto conservatrici in materia di aborto; è stata l'unico membro del Congressional Progressive Caucus a votare contro la ricerca sulle staminali.
Attualmente Marcy Kaptur è al suo ventesimo mandato. È la donna con più anzianità all'interno della Camera dei Rappresentanti ed è la quarta dell'intero Congresso, dietro le senatrici Barbara Mikulski, Olympia Snowe e Barbara Boxer.